# Gabriella von Monaco
Gabriella Thérèse Marie Grimaldi (* 10. Dezember 2014 in Monaco) ist eine Prinzessin von Monaco und das erstgeborene Kind des Fürsten Albert II. von Monaco aus der Ehe mit Fürstin Charlène von Monaco. Sie hat Anspruch auf die Anrede Altesse Sérénissime.

## Leben
Prinzessin Gabriella von Monaco kam am 10. Dezember 2014 um 17:04 Uhr, zwei Minuten vor ihrem Zwillingsbruder Jacques von Monaco, zur Welt, der allerdings aufgrund des in Monaco geltenden Thronfolgerechts als männlicher Nachkomme an erster Stelle der Erbfolge steht.
Sie hat väterlicherseits noch zwei ältere Halbgeschwister, die aber auf Grund ihrer unehelichen Geburt nicht in der Thronfolge des Fürstentums berücksichtigt werden, denn 2002 hatte ihr Großvater Fürst Rainier, selbst Sohn einer legitimierten unehelichen Tochter des Fürsten Louis II. von Monaco, die Verfassung so geändert, dass nur Kinder aus einer Ehe die Erbfolge antreten können.
Gabriella von Monaco trägt den Titel Comtesse de Carladès, was von einem nachgeordneten Titel ihres Vaters herrührt. Der französische König Ludwig XIII. hatte die Grafschaft Carladès 1643 dem ersten Fürsten von Monaco, Honoré II., übertragen.
Gabriella Grimaldi wurde, wie ihr Zwillingsbruder Jacques Grimaldi, am 10. Mai 2015 getauft. Die Taufpaten von ihr und ihrem Bruder sind Fürstin Charlènes Bruder Gareth Wittstock, ihre Freundin Nerine Pienaar, Christopher Levine Jr. (Sohn eines Cousins von Fürst Albert) und Diane de Polignac Nigra. Diane de Polignac Nigra stammt aus der Familie von Fürst Alberts Urgroßvater väterlicherseits.